# Anodonthyla vallani
Espèce
Statut de conservation UICN

 CR B1ab(iii) : 
En danger critique
Anodonthyla vallani est une espèce d'amphibiens de la famille des Microhylidae.

## Répartition
Cette espèce est endémique de la province d'Antananarivo à Madagascar. Elle n'est connue que dans la réserve spéciale d'Ambohitantely, à environ 1 580 m d'altitude,.

## Description
Anodonthyla vallani mesure environ  23 mm. Son dos est brun foncé avec quelques taches brun clair dans sa partie postérieure. Son ventre est blanc rosé avec quelques marbrures brun-violacé et quelques petits points blancs dispersés. Son gorge est noirâtre avec des taches blanches.

## Étymologie
Son nom d'espèce, vallani, lui a été donné en référence à Denis Vallan, herpétologiste suisse, en reconnaissance de son travail de pionnier sur les effets de la fragmentation de la forêt sur les amphibiens.

## Publication originale
- Vences, Glaw, Köhler & Wollenberg, 2010 : Molecular phylogeny, morphology and bioacoustics reveal five additional species of arboreal microhylid frogs of the genus Anodonthyla from Madagascar. Contributions to Zoology, vol. 79, p. 1-32 (texte intégral).